# بابا (لقب تشريفي)

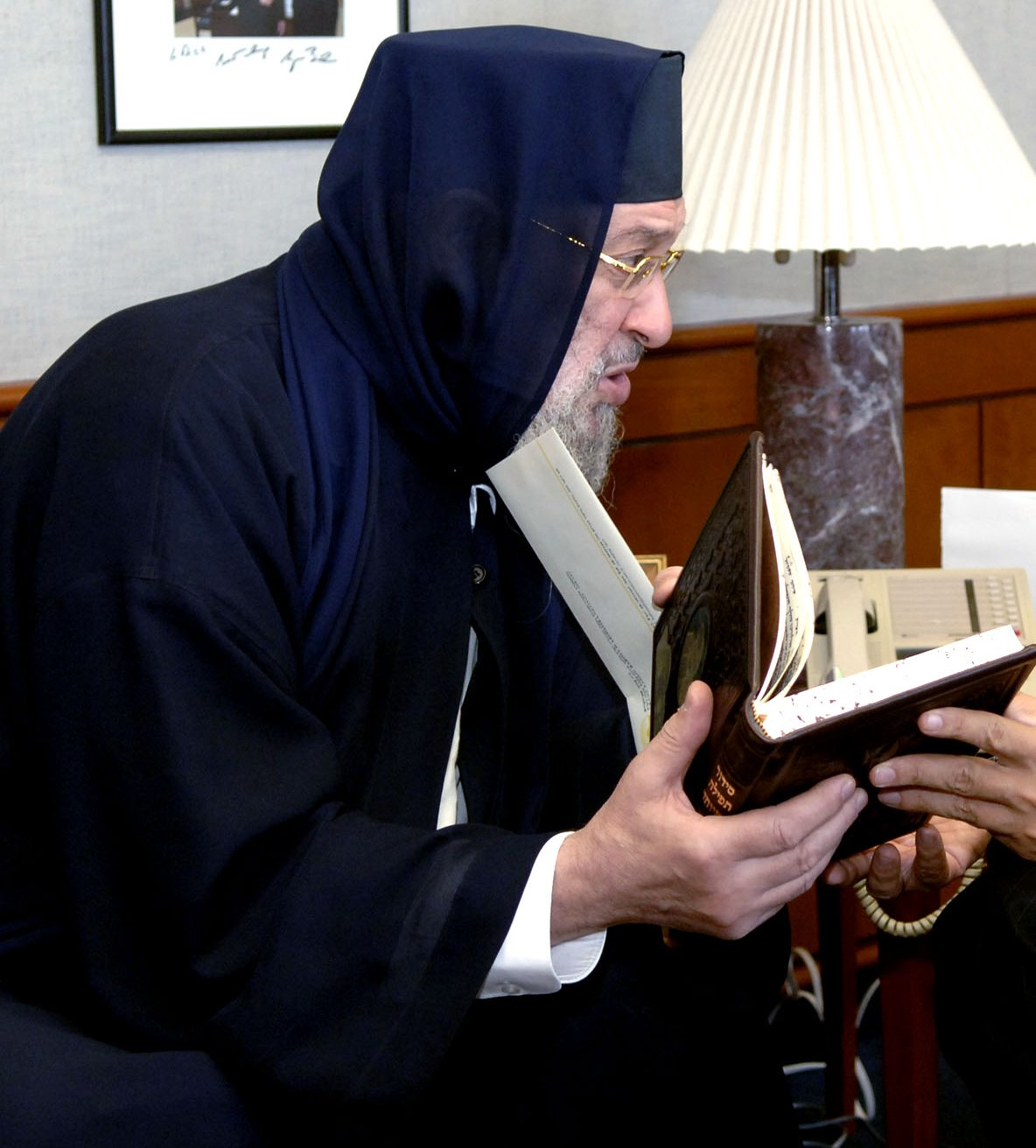
بابا باروخ

بابا (بالإنجليزية: Baba)‏ (والتي تعني الأب، الجد، الرجل العجوز الحكيم، أو السيد) هو مُصطلح شرفي فارسي، يُستخدم في العديد من ثقافات غرب آسيا وجنوبها. يُستخدم بوصفه علامة احترام للإشارة إلى الزاهدين الهندوس من طائفة السانياسا والغورو السيخ، بوصفها لاحقة أو بادئة لأسمائهم، وعلى سبيل المثال ساي بابا من شيردي، رانجيث بابا من بالامينر وبابا رامدفجي من بين آخرين.
ويُمنح لقب البابا إلى رجال الدين العلويين من الطائفة الشيعية، وأيضًا بين القادة السنة ورُؤساء بعض الطرق الصوفية، كما هو الحال في بلهي شاه، فريد الدين مسعود ورحمن بابا.
ويُعد بابا رابا الكاهن الأكبر الأكثر احترامًا في التقليد السامري، والذي تعني حرفيًا {{ط|الأب العظيم]]، والذي عاش فيما بين القرنين الثالث والرابع الميلادي.
ويُستحدم أيضًا لقب بابا للحاخامات القباليين الإسرائيليين من قبيلة أبو حصيرة، أحفاد الحاخام إسرائيل أبو حصيرة، ذي الأصل المغربي، والذي كان يُدعى بابا صلى، وشقيقه إسحاق أبو حصيرة، المعروف ببابا شاكي.
كما اعتُمد اللقب أيضًا في ماليزيا باعتباره لقب تبجيلي لمُخاطبة شعب البيراناكان الصيني المولود في مُستعمرات المضيق البريطانية.